# Reap the Wild Wind
Reap the Wild Wind (Piratas del Caribe en México, El desafío del mar en Venezuela y Piratas del mar Caribe en España) es una película de aventuras de 1942 protagonizada por Ray Milland, John Wayne, Paulette Goddard, Robert Preston, y Susan Hayward, y dirigida por Cecil B. DeMille, su segunda en color. Está basado en un serial escrito por Thelma Strabel en 1940 para The Saturday Evening Post. La película, estrenada poco después de que los Estados Unidos entrase en la Segunda Guerra Mundial, tuvo un gran éxito.

## Argumento
Loxi Claiborne (Paulette Goddard), una valiente joven de Florida, lleva un negocio de salvamento marino herencia de su difunto padre. Un huracán está pasando a través del área de Cayo Hueso, dejando un barco varado en los bancos de arena. Loxi solo llega a tiempo para salvar al capitán Jack Stuart (John Wayne), ambos ignoran que el naufragio ha sido provocado por el infame hombre de negocios King Cutler (Raymond Massey).
A pesar de que es algo zafio, Loxi se enamora de Jack y cuando visita Charleston con su querida prima Drusilla (Susan Hayward), Loxi intenta favorecerle para que le den el puesto de capitán en un nuevo barco, pero esta cuestión debe decidirla el abogado de la compañía mercante, Steve Tolliver (Ray Milland), quien antes debe investigar la verdad sobre el naufragio de Jack.
Mientras Drusilla va a La Habana, Loxi y Steve regresan a Cayo Oeste. Steve está dispuesto a acabar con los piratas de los Cayos de Florida como Cutler.
Steve y Jack se disputan el amor de Loxi y, tentado por el dinero, Jack toma la mala decisión de aliarse con Cutler para provocar otro de sus "naufragios" esta vez en el barco Cruz del Sur.

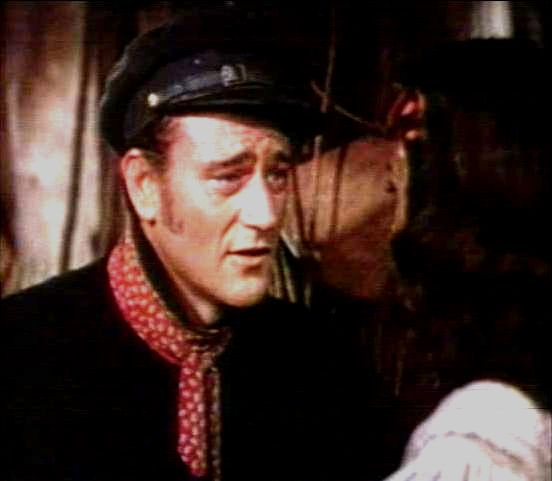
John Wayne como Jack Stuart.

Los rumores circulan, los especuladores saben que la mercancía del barco no llegara a puerto y Steve sospecha lo que se está tramando. Mientras, en La Habana, Drusila embarca de polizón en el Cruz del Sur sin que Jack se entere, la chica tiene prisa por reunirse cuanto antes con su enamorado, que no es otro que Dan (Robert Preston), el hermano menor de Cutler.
El Cruz del Sur es dirigido hacia un arrecife y se hunde. Jack es acusado del crimen y un marinero testifica que oyó gritar a una mujer. Para determinar la terrible sospecha Steve y Jack hacen buceo hasta el barco hundido y hallan el chal de Drusila. Entonces son atacados por un calamar gigante. Jack, lleno de remordimientos, salva la vida de Steve pero muere cuando el Cruz del Sur cae de la plataforma continental. Dan Cutler, furioso por la muerte de su amada Drusila, destapa los criminales negocios de su hermano, que le responde matándole de un disparo en pleno juicio. Steve dispara a su vez a King Cutler, que muere, por fin.
Loxi y Steve regresan a Charleston juntos.

## Reparto
- Ray Milland es Steven Tolliver
- John Wayne es Jack Stuart
- Paulette Goddard es Loxi Claiborne
- Raymond Massey es King Cutler
- Robert Preston es Dan Cutler
- Lynne Overman es el capitán Philpott
- Susan Hayward es Drusilla Alston
- Milburn Stone es el teniente Farragut
- Charles Bickford es Matón Brown
- Walter Hampden es el comodoro Devereaux
- Louise Beavers es Maum Maria
- Martha O'Driscoll es Ivy Devereaux
- Elisabeth Risdon es Señora Claiborne
- Hedda Tolva es la tía Henrietta Beresford
- Victor Kilian es Mathias Widgeon
- Oscar Polk es Carne de Sal
- Raymond Hatton es Maestro Shipwright
- Lane Chandler es Sam
- William 'Wee Willie' Davis es El Cordero
- Ben Carter es Chinkapin
- Janet Beecher es la señora Mottram
- Dave Wengren es 'Claiborne' Vigía
- Davison Clark es el juez Marvin
- Louis Merrill es el capitán del 'Pelican'
- Frank M. Thomas es el doctor Jepson
- Victor Varconi es Lubbock
- Demanda Thomas es Belle

## Hitos

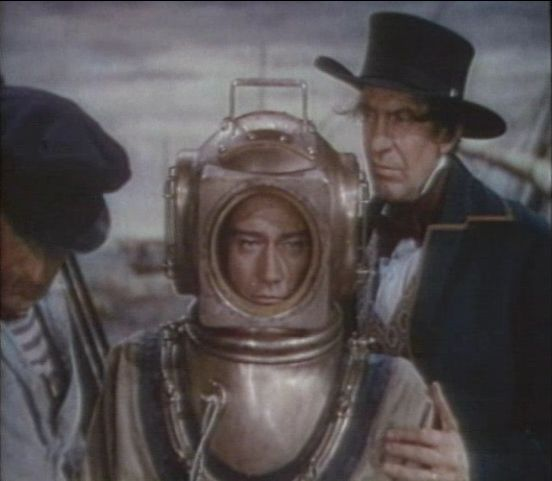
Jack (John Wayne) se prepara para bucear

Además de ser un grandioso espectáculo, la película es inusual entre las películas de John Wayne ya que aquí su papel tiene un lado muy oscuro, aunque al final se redima. El personaje de Wayne es más complejo que en sus habituales papeles de héroe unidimensional. Teniendo en cuenta que el auténtico héroe de la trama es un más "intelectual" Ray Milland, la película enlaza con El Hombre Qué Mató a Liberty Valance donde el héroe es el también abogado James Stewart.
En esta película hace su último papel importante la periodista y actriz Hedda Hopper.

## Premios
Ganadora
- Efectos Visuales (Farciot Edouart, Gordon Jennings, William L. Pereira, Louis Mesenkop)

Nominada
- Dirección artística (Hans Dreier, Roland Anderson, George Sawley)
- Fotografía